# Cù Châu
Cù Châu (tiếng Trung: 衢州市 bính âm: Qúzhōu Shì, Hán-Việt: Cù Châu thị) là một thành phố trực thuộc tỉnh của tỉnh Chiết Giang, Trung Quốc.Cù Châu nằm trên thượng lưu của sông Tiền Đường, giáp với Hàng Châu về phía bắc,Kim Hoa về phía đông, Lệ Thủy về phía đông nam,và tỉnh Phúc Kiến về phía nam, tỉnh Giang Tây về phía tây nam và tỉnh An Huy về phía tây bắc.

## Hành chính
Địa cấp thị Cù Châu quản lý 2 quận nội thành, 1 thành phố cấp huyện, và 3 huyện.
- Quận Kha Thành (柯城区)
- Quận Cù Giang (衢江区)
- Thành phố cấp huyện Giang Sơn (江山市)
- Huyện Thường Sơn (常山县)
- Huyện Khai Hóa (开化县)
- Huyện Long Du (龙游县)